# Образовни роман
Образовни роман, врста је романа у којем се духовни развој јунака приказује путем учења и животног искуства и прати од детињства до доба када његова личност достигне одређено образовање и оспособи се да испуњава моралне захтеве према себи и друштву. Сам термин је сковао немачки филолог Јохан Карл Симон Моргенстерн почетком 19 века, да би га 1905. популарисао немачки филозоф Вилхелм Дилтај. Осим облика образовни роман и дословно преузетог немачког облика билдунгсроман у српској науци о књижевности употребљавају се са истим или сличним значењем и термини: роман о васпитању, образовању, одрастању, роман формације итд.
Ови романи завршавају се срећно после непромишљених потеза и болних разочарења јунака који живе бескорисним животом.
Неретко се за први образовни роман у светској књижевности узима Гетеов Вилхелм Мајстер. Међутим, многи романи штампани пре Гетеовог имају елементе овог жанра, попут: Волтеровог Кандида и Филдинговог Тома Џоунса. Током деветнаестог века постао је један од најприсутнијих образаца писања романа доживљавајући раличите варијације и жанровске метаморфозе. На тај начин начин написани су први романи у којима се приказује образовање негативних јунака (Изгубљене илузије) или образовање јунака који нису успели да се на крају асимилирају у друштво (Црвено и црно). У двадестом веку ова врста често почива на извесним ироничним или трагичним претпоставкама о интелектуалном сазревању главног јунака те тако губи педагошку поенту и класичне жанровске обрасце. Пример за овакав дестабилизован жанровски образац је Чаробни брег Томаса Мана у коме је образовни роман пародиран. Као посебна подврста ове романескне врсте истиче се роман о уметнику или кинстлерроман.